# ريخارد فاغنر
ريتشارد فاغنر، مؤلف موسيقي وكاتب مسرحي ألماني، ولد في لايبزغ، ألمانيا سنة 1813، وتوفي في البندقية، إيطاليا سنة 1883. وهو الابن الأصغر لعائلة مكونة من تسعة أولاد.
سيطر بيتهوفن على النصف الأول من العصر الرومانسي في الموسيقى، والنصف الثاني ريتشارد فاغنر. وبات مؤلفون آخرون يخافون من الوجود المُلِحّ لسلفهم العظيم فاغنر. وفي أوائل القرن التاسع عشر ثبت دين الفن: أعلن فاغنر نفسه القس الأعلى لذلك الدين. وكتب الآخرون أعمالا كبيرة وطموحة، وكتب فاغنر دراما موسيقية ملحمية بنية تحويل العالم. حضر المرء ببساطة أوبرات مؤلفين آخرين، أقام فاجنر ضريحًا لساعته السابعة عشر، ومجموعة لأربع ليال، «حلقة النيبلونج»، قدمه كمهرجان شبه ديني للحجاج. وقبل أواخر القرن التاسع عشر لازم التقليد الحضاري الغربي كخرافة ووحش مقدس.
طموحه وقسوته التي أدرك بها أنها حلقة أخرى فقط في التاريخ المزدحم للولع بالذات الرومانسي لولا حقيقة واحدة لا مفر منها: حتى لو فشل فاجنر أن يكون العبقري العالمي الوحيد الذي اعتبر نفسه، ما زال فنانا من الطراز الأول الذي غير الأوبرا للأبد والأوركسترا واللغة اللحنية للموسيقى الغربية. وراء ذلك يوجد أثر عريض لإطاره العقل، جدول موسيقى المستقبل الذي كان بعض الأوجه منطقي ومستفز، في جوانب أخرى قاسي ونازي. المؤلفون الآخرون لهم التأثير، كان فاجنر له أسلوب من التفكير اشتق اسمه. كما سنرى، سمة هامة من حياة المؤلفين في القرن التالي كانت كيف نظروا إلى الفاجنرية.

## مقدمة
ولد ريتشارد في نفس عام معركة الأمم بين جيش نابليون وجيوش الحلفاء (السويد، النمسا، بروسيا، روسيا). لم ُيبدِ أي اهتمام موسيقي في طفولته وكان عنيدا جدا.
كان أول أعماله الفنية ملحمة استوحاها من موت صديق له وعدد الذين ماتوا أو قتلوا في الملحمة (26 شخص). كان معلما على الجوقة الموسيقية في الكنيسة المُلحقة بالبلاط الأميري في درسدن (حاضرة إمارة سكسونيا في ألمانيا). اعتنق الأفكار الثورية، فحلت عليه نقمة أولياء نعمته، واضطر إلى الهرب إلى سويسرا ليستقر بها لفترة من الوقت (1849 - 1861 م).
تلقى مساعدة من الموسيقار «فرانز ليست» حيث ساعده في إقامة حفلاته الموسيقية، (قام لاحقا بالزواج من إحدى بناته، وتدعى «كوسيما»)، كما دعمه «لودفيغ الثاني» (حاكم مملكة بافاريا) أثناء الفترة التي قضاها في إنجاز أعماله الأوبرالية الكبيرة فكان يعطيه ما يحتاجه من مال ليسدد ديونه ولحياته المترفة.
ابتعد في أعماله عن الأوبرا الإيطالية وأسلوبها التاريخي (كانت تعالج المواضيع التاريخية)، فتجنب التأنق الصوتي الذي اشتهرت به هذه الأخيرة مفضلا أن يُعطى الدور الأول للأداء الأوركسترالي. كان من أنصار المسرح الأسطوري (اقتبس أعماله من الأساطير الجرمانية القديمة)، استطاع أن يجمع بين النص والموسيقى، وأن يوافق بين الأصوات والآلات الموسيقية، كما أن طريقته في إعادة تكرار الفكرة الرئيسية عبر المشاهد المختلفة مكنته من أن يحافظ على تماسك الموضوع. يعتبر رائد النزعة الرومانسية في الموسيقى الألمانية.

## حياته

### السنوات الأولى

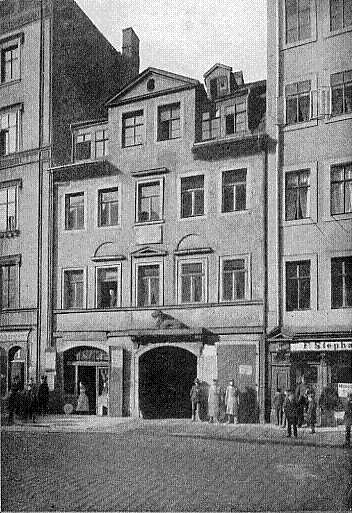
محل ميلاد فاجنر، في الثالثة بلايبزغ.

ولد ريتشارد فاجنر في مدينة لايبزغ بألمانيا، في 22 مايو 1813م، كان لأب يعمل ضابط شرطة وتوفي والده بعد ميلاده بستة أشهر. وبعد عام تزوجت والدته من الممثل وصديق العائلة لودفيج جاير، الذي يحتمل أن يكون والد ريتشارد (ما زال المحلفون يناقشون هذا، لكن كما يظهر كان فاجنر نفسه يشك في هذا). على أية حال، اهتمامات جاير الفنية أثرت على الأسرة. فأصبحت الثلاث أخوات وأخوة ريتشارد كلهم ممثلين، ومنذ الطفولة انبهر بدرامات غوته وشكسبير، وتحت تأثير بيتهوفن، أصبح ريتشارد كذلك مهتما بالموسيقى وتلقى دروسا عابرة في البيانو والكمان ونظرية الموسيقى، لكنه يظل علم نفسه لكن في منتصف مرحلة المراهقة كان يؤلف بجدية، شهد عام 1832 أول عمل منشور له وهو سوناتا للبيانو وسيمفونية قدم لها عدة عروض لاقت استقبالا جيدا. ثم قضى عدة أشهر في جامعة لايبزغ، حيث اهتم أساسا بالخمر والنساء.

### 1833 – 1842

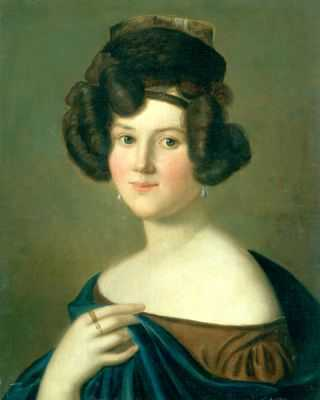
فيلمين "مينا" بلانر (1835)، لوحة بريشة ألكسندر فون أوترستيد.

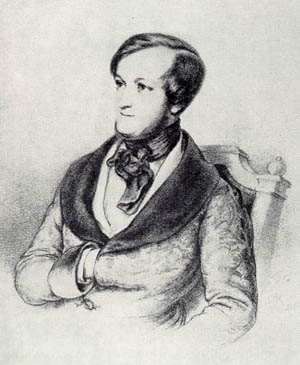
فاجنر 1840، بريشة إرنست بنيدكت كيتز.

عام 1833 اصطحب شقيق فاجنر أخيه لمسرح فيرزبيرج كقائد الكورس. كان هذا بداية عمل مدته 16 سنة حيث عمل بشكل متقطع كمدير الأوبرا. في سن 21 أنهى فاجنر أول أوبرا له «الحوريات»؛ الكثير جدا بروح روسيني ودونيزيتي، لم تعرض قط في حياته. محاولته الثانية، «ممنوع الحب» (مأخوذة عمل عمل شكسبير مسرحية «العين بالعين») عرضت أول مرة في مارس 1836 في مسرح في ماجدبرج حيث كان فاجنر يعمل. كانت مهزلة تكفي لإفلاس الفرقة. أثناء ذلك في ماجدبرج وقع فاجنر في حب الممثلة مينا بلانر، التي تزوجها عام 1836. كانت مينا جميلة وتقليدية، لم تفهم قط أفكاره أو طموحه الهائل. بالفعل في سن 22 بدأ فاجنر يكتب ملحوظات لسيرته الذاتية. قال لاحقا أنه عرف منذ البداية أنه كان عظيما، لكن استغرق الأمر وقت لفهم ما الذي سيكون عظيم في عمله.
بعد عدة وظائف محبطة في دور الأوبرا، ذهب فاجنر إلى باريس، حيث أكمل «رينزي» و«الهولندي الطائر». رغم تاريخه في الفشل توقع تحقيق الشهرة والمال في مسرح الأوبرا، مع ذلك، بعد الكثير من النضال وشبه التضور جوعا انتهى به الحال في سجن الدائنين. أول رحلة كارثية له في باريس انتهت في 1842 حين أنتج عمل «رينزي»، وهي جراند أوبرا تقليدية على نمط مايربير حيث حقق نجاحا كبيرا في درسدن. قام مايربير، الذي كان مؤلف أوبرا يهودي كان وقتها في أوج شهرته، بإسداء النصح لفاجنر وقدم له المساعدة العملية. وسدد له فاجنر الدين لاحقا بعد ثماني سنوات بالهجوم على مايربير بمقال معادي للسامية بعنوان «اليهودية في الموسيقى».

### 1843 – 1850
العرض الأول للهولندي الطائر عام 1843م، الذي كان يقترب من الأسلوب الموسيقي الناضج لفاجنر، لم يصادف نجاحا كبيرا في درسدن لكن على الأقل حققت له المزيد من الاحترام. هذا أدى إلى تعيين محترم كقائد الفرقة الموسيقية في بلاط ساكسون، الذي تضمن قيادة أوبرا درسدن. قضى فاجنر ست سنوات في هذا المنصب، حيث قاد مجالا واسعا للأعمال الأوبرالية وأنتج «تانهاوزر». رغم أنه ما زال في تقليد فيبر للأوبرا الرومانسية الألمانية، هذا العمل يمثل بداية نضج فاجنر. لم يصادف استقبالا جيدا في البداية، بالتدريج وجد جمهورا عريضا رغم رأي النقاد المحافظين. سرعان ما تلا هذا عمل «لوهنجرين»، هذا الأوبرا لاقت تاريخا معقدا للعرض، لأن حياة فاجنر كانت على وشك أن تصبح شديدة التعقيد.
في عام 1848 كتب ليبريتو بعنوان «وفاة زيجفريد»، المأخوذ عن الخرافات الألمانية والإسكندنافية القديمة. كانت الخطوة الأولى تجاه المشروع المذهل الذي يظل محل اهتمامه الرئيسي، رغم المشاريع المتنافسة، لأكثر من 25 سنة. قرب نفس الوقت تعرف على فرانز ليست، الذي أصبح نصيرا هاما لموسيقى فاجنر. (ليست وبرليوز، كلاهما ساهم بالكثير من أسلوبه، كانوا الموسيقيين الوحيدين الأحياء الذين اعتبرهم فاجنر كزملاء له. الآخرون قسمهما إلى أتباع أو أعداء). أيضا عام 1848، انضم فاجنر إلى حركة ثورية تعرف باسم Vaterland sverein. رغم أنه عمل في محكمة ساكسونية، كانت سياسته اشتراكية – أو ربما معادي التيار المحافظ بشكل أعم، بما أن المحافظين كانوا خصومه الرئيسيين. أيّد فاجنر ثورة مايو للحركة عام 1849، لكن حين انهارت لم ينتظر لهدوء الأمور. مع إذن اعتقال لمطاردته، هرب فاجنر، حيث انتهى به الحال في زيورخ بسويسرا. بدأ منفاه الذي استغرق 12 عاما.

### 1850 – 1854
رغم أن ليست سوف يقود العرض الأول لأوبرا «لوهنجرين» في فايمار عام 1850، فاجنر الآن ليس لديه أملا كبيرا أن تعرض أعمال جديدة أخرى. (لم يسمع عمل لوهنجرين حتى عام 1861)، قبل الذهاب لزيورخ، قام برحلة لباريس للبحث عن فرص. الثمار الرئيسية لهذه الزيارة كانت علاقة مع امرأة متزوجة شابة تدعى جيسي لاسوت. لاشمئزازه أخيرا رفضت عرض فاجنر للسعادة الأبدية معه. لذا ذهب لسويسرا مع مينا التي أرادت منه أن يجني عيشه بكتابة ما يود الناس سماعه.
بدلاً من ذلك، لعدة سنوات كتب الكلمات بدلاً من الموسيقى. أولاً جاءت سلسلة أعمال نقدية – «الفن والثورة»، “فن المستقبل"، “الأوبرا والدراما". في هذه الأبحاث وضع فاجنر جدول ثوري لأعماله المسرحية في المستقبل. مثل العديد الآخرين في تاريخ الأوبرا بينهم جلوك، طالب بالعودة للمثل اليونانية للدراما في تفسير فاجنر، هذا يعني الإطاحة بالتراكم في القرون الأخيرة للتقاليد الأوبرالية والسعي وراء مفهوم موحد: بعيدا عن الانقسام الاصطناعي للرسيتاتيف والآريا، بعيدا عن السيادة التقليدية للموسيقى على المسرح الأوبرالي، ونحو تعادل الموسيقى والنص والدراما والحركة والتصميم. بالتالي قال أن الإجماع القديم للفنون يعاد تحديده. فاجنر سمى هذا الشكل المتكامل «العمل الفني الكامل»، واقتراح تسمية النتيجة «دراما موسيقية» بدلاً من أوبرا. في الدراما الموسيقية لا يوجد عنصر لنفسه، كل شيء يخدم القصة والمعنى.
مثل مسرح إغريقي قديم، قد تكون الدراما الموسيقية نوع من الطقس الدين الذي يعتمد على الخرافات والأساطير الأساسية. أيضا بالاتفاق مع المثل اليونانية، فاجنر حدد الفنان كتجسيد لصوت وروح الناس، إظهار لأخوة الدم الوطني والعرقي. بدوره، خدم الفنان ورفع الناس الذين اشتق منهم إلهامه والقصص واللغة. (من الآن فصاعدا، الحركات القومية في الموسيقى تميل لتظهر في أساس مشابه).
في كتابات لاحقة ينسب فاجنر فساد المجتمع للمادية والعسكرية والصناعة والكنيسة المادية وأكل اللحوم والمزيج العرقي. الألمان، كونهم أقل تلوث عرقي، كانوا رواد في خلاص البشرية. وسيلة هذا الخلاص يكون الفن، «التمثيل الحي للدين». وفي مقدمة المسامحين الفنانين الألمان (مع العقائد المماثلة الخرافية/الروحانية) المتسلطة، يعين النازيون أنفسهم صور للروح الألمانية العرقية). في الوقت نفسه الذي كان يقوم بصياغة الفلسفة الجمالية الهادرة، مع مزيجها القوي للرؤية الصادقة والأكاذيب العرقية، والغش الذي يخدم الذات، كان فاجنر أيضا يكتب النص لأداته المقصودة. بالعمل للخلف في القصة من زجفريد، أخذ ملحمة ألمانية قديمة وحولها لدراما تبدأ بسرقة الذهب خلال الأقزام النيبلونج وتؤدي بلا خلاص لسقوط الآلهة. هذه الحكاية مجسدة في مجموعة من أربع أوبرات «حلقة النيبلونج: ذهب الراين، الفالكيري، زيجفريد، وغسق الآلهة». آخر اثنين مقتبس من عمل «زيجفريد» الأصلي، لكن حيث كان البطل زيجفريد في الأصل محل تركيز الدراما، الآن الفالكيري برونهيلد وملك الملوك ووتان، أصبحا شخصيات أهم. المجال العريض للحلقة متماسك معا بعدة ألحان متشابكة: الضعف الروحاني لسلطة الذهب، فشل القوة الذكورية، إحياء البشرية بالحب الأنثوي. في النهاية مخلص البشرية ليس زيجفريد حامل السيف لكن برونهيلد المضحي بنفسه.
عام 1853 نشر فاجنر ليبريتو الأربع أوبرات، حيث بدأ الصراع لمحاولة إثارة الاهتمام لتحقيقها على خشبة المسرح. بما أن حلقة النيبلونج ربما أكثر مشروع واحد طموح تصوره الذهن الإبداعي، وأن مبتكره يعيش في فقر ومنفى وقتها، كان نوعا من الاقتراح الجريء. في الواقع، لسنوات كثيرة لم يتوقع فاجنر رؤيته ينتج في حياته. مع ذلك، عام 1854 بدأ تأليف «ذهب الراين» - رغم أن فاجنر كان دوما في حاجة للمال بشكل عام، عاش دائما في رفاهية. إجراؤه المالي الأساسي ببساطة لاقتراض مبالغ كبيرة دون سدادها مرة أخرى – كان يشعر أن العالم بشكل عام يدين له بكل ما احتاجه. آخر الأمر حصل عليه بشكل أو آخر.
بينما يكتب حلقة النيبلونج، وجدت نظرياته ممارستها. أكثر مثال ملحوظ لابتعاده عن الأوبرا السابقة (بالفعل مقترح في «الهولندي الطائر») كان محو الحدود التقليدية بين الرسيتاتيف والآريا؛ إضافة لهذه الانقسامات تخلى أيضا العبارات القصيرة القديمة المشددة في الكتابة الميلودية. في حلقة النيبلونج الموسيقى مستمرة، الأوركسترا تعزف دون توقف، والخطوط الصوتية تتخذ شكل شبه الرسيتاتيف الرابسودي على الأوركسترا – ما يطلق عليه لاحقا «اللحن اللانهائي». هنا الأسلوب اللحني الجديد طويل النفس يتطلب نوع جديد من المطربين، نسخة لمطرب ذكر واحد حيث «التينور البطولي». حيث في الماضي كانت الفرقة الآلية مصاحبة مع لمسات مرئية أحيانا، فاجنر طور أوركستراه لتصبح مشاركا كاملا في الدراما الموسيقية، تعمل كتعليق وشرح وتأمل. الأوركسترا تحقق، بقول آخر، وظيفة الكورس في الدراما اليونانية الكلاسيكية. الشخصيات تعيش وتحب وتموت وسط الشبكة الآلية، التي تنكشف مثل سيمفونية ضخمة.
لدمج الموسيقى والدراما أكثر، الموسيقى مشبعة بأفكار لحنية/هارمونية قصيرة تعرف باللايتموتيف، حرفيا «موتيفات رائدة». كل موتيف يرتبط بشخص، موقف أو فكرة. على سبيل المثال، كل شخصية – زيجفريد، برونهيلد، ووتان، إلخ – له لايتموتيف أساسي؛ الموتيفات الأخرى (ثمة العديد منها) تشمل زيجفريد والنار الحرية والراين إلخ. الليتموتيف هو المادة اللحنية للأوبرات بطريقة تشبه الألحان للأوبرات بطريقة تشبه الألحان في السيمفونيات، لكن في حين تحمل الموسيقى تسهم أيضا للقصة. حين يغني زيجفريد عن برونهيلد، نسمع لحنها في الأوركسترا؛ اللايتموتيف يمكنه اقتراح ضمني لشخصيته أو فكرة غير مذكورة في النص وقتها؛ يمكنها تشويه الأحداث، حتى تناقض ما تقوله الشخصية أو تخبرنا أنه يكذب (إذا طبعا أدينا واجبنا وعرفنا اللايتموتيف). مع توحيد هذا، لرضاه الخاص، الكلمات والدراما والموسيقى، سيحاول فاجنر في آخر الأمر تجسيد المسرح إلى المفهوم الكلي.
في النهاية، مع ذلك، الدراما الموسيقية له لم تنجح تماما كما مخطط. فاجنر اعتبر نفسه عبقريا ككاتب مسرحي وشاعر ومدير مسرح، وفيلسوف إضافة إلى كونه مؤلف – نفسه إجماع لكل الفنون تتحد في «الفن الشامل». في الواقع، كان ببساطة عبقريا موسيقيا. ولذا في حلقة النيبلونج وأوبرات أخرى أحيانا الدراما ثابتة، الحكاية سخيفة، الشعر فقط يخدم العمل. لكن لا تبالي – يمكن أن تكون الموسيقى مجيدة. والدراما لها بعض الحلقات غير المنسية: فافنر العملاق، البناء المتعاون لفالهالا، يشاهد بما أن المبلغ الأصلي مقابل الوظيفة (أي، زوجة أخت ووتان) يغطيه ببطء ذهب الراين المسروق الذي يقدمه ووتان له بدلاً من ذلك، لحين يجبر ملك الآلهة على إلقاء في الخاتم القوي لتغطية اللمعة المذهلة لعين الفتاة، ووتان الآلهة سيصعدون جسر القوس القذح لفالهالا بمصاحبة المارش المهيب الذي في الواقع ساخر بمرارة – ووتان يعرف أن قصره الجديد اللامع دفع ثمن الجريمة التي أطاحت بهم جميعا، القصر مثل الآلهة؛ زيجفريد يستمع للطائر السحري، حيث التوزيع الموسيقي اللامع لفاجنر يخلق تعليقا فائقا للزمن.
في أفضل الحالات، «حلقة النيبلونج» كانت شعور مؤكد للأساطير الحقيقة، والرقي الموسيقي والعظمة المساوي بالكامل للموضوع. وهي دوما مليئة بالشخصيات التي لا تنسى – ووتان المتأمل الذي يشعر بالذنب، وزيجفريد القوي، وفتيات الراين المغازلات، وبرونهيلد، التي كانت في السابق محاربة شغوفة، هي رمز للعصر الجديد للحب الذي يحل محل العصر القديم للبطولة الذكورية. (النازيون كان عليهم قلب معنى «حلقة النيبلونج» رأسا على عقب لتناسب أسطورتهم الخاصة). ربما لم يتمكن أي مؤلف موسيقي أو شاعر أو فيلسوف في التاريخ كان يمكنه أن يدرك بالكامل ادعاءات هذه الأعمال الدرامية، لكن فاجنر اقترب من تحقيق ذلك بشكل مذهل. حتى إذا كانت الموسيقى في النهاية تفوز مرة أخرى على العناصر الأخرى على خشبة المسرح، المثل العليا الفاجنرية للدراما الموسيقية ستظل تلهم أجيالا من المؤلفين بمن فيهم ريتشارد شتراوس وديبوسي وألبان بيرج.
في رسالة إلى ليست كتبها وهو يعمل في حلقة النيبلونج، كان فاجنر صريحا بشكل ملحوظ عن نفسه وإن كان مليئا بالتواضع الزائف «مواهبي، إذا أخذناها على حدة وبشكل مستقل، ليست عظيمة على الإطلاق، أنا بارع واحققك شيئا بارعا فقط حيث أحضر كل هذا معا لإحداث تأثيرا معينا وحين نستغرق في هذا بتهور. أيا ما كان تتطلبه العواطف مني أصبح للوقت الحالي – موسيقي، شاعر ومدير ومؤلف ومحاضر أو شيء آخر». بطبيعته احتاج شيئا مسكرا ليحركه، مسرح خاضع له كليا، شكل ابتكره لنفسه. ابتكر دراما موسيقية في صورته الخاصة، كضريح لعبقريته. بمجرد فعل هذا، تصبح المشكلة الأساسية النقود، هذا يتطلب مواهب أخرى أثبت مرة أخرى أنه يملكها. لكن كأن الأمور لم تكن معقدة بما يكفي بالفعل حين شرع نحو حلقة النيبلونج، شغفه خارج الموسيقى جعل الأمور أسوء.

### 1854 – 1864

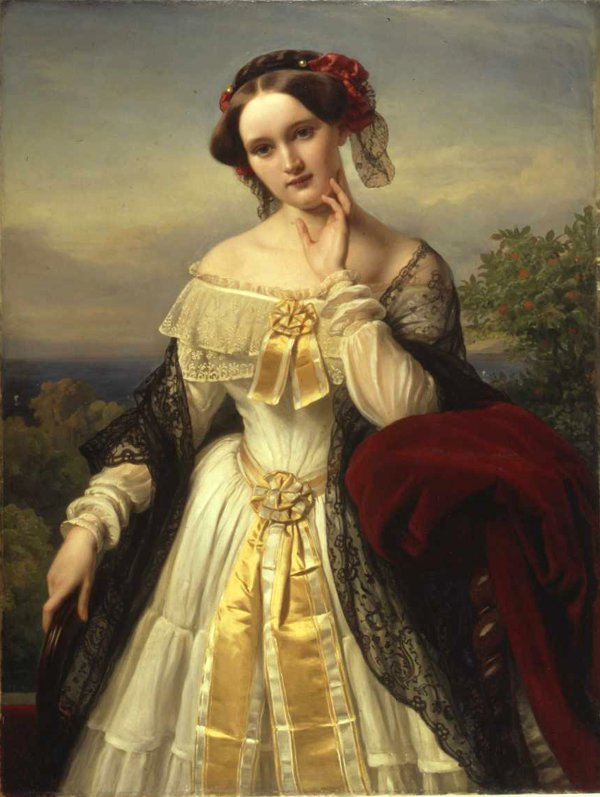
بورتريه لماتيلد ويزندونك 1850، رسمه كارل فرديناند سون

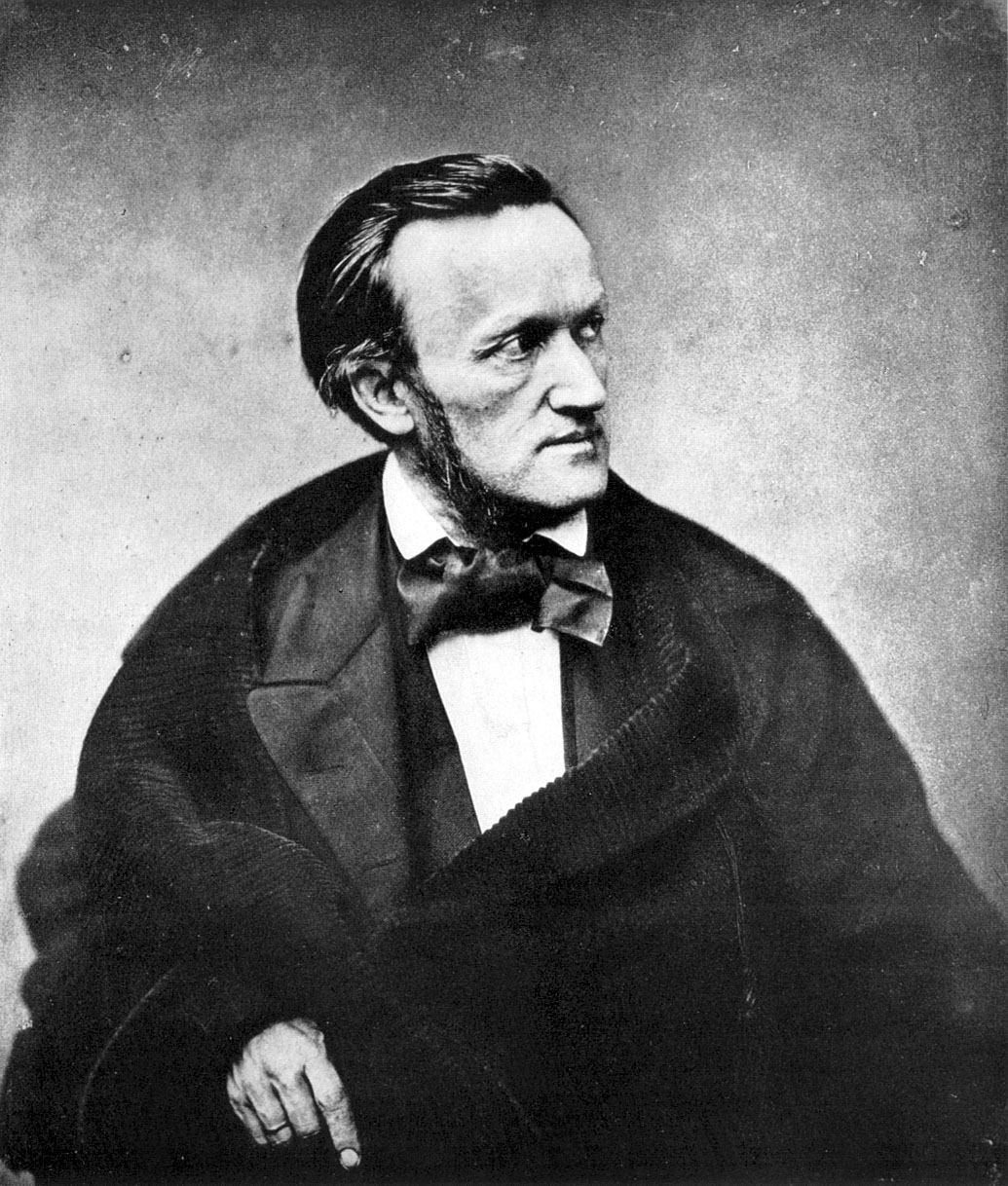
فاجنر في باريس، 1861

فاجنر جذب الأتباع في زيورخ، من بينهم تاجر حرير ثري هو أوتو ويزندونك وزوجته الجميلة ماتيلد. بينما كان أوتو يساعد في إعالة فاجنر، وقع فاجنر في حب زوجته ماتيلد. أخيرا، بينما كانت مينا في زيارة لألمانيا عام 1854، أصبح فاجنر وماتيلد عشاق. في صورة عشقهم (الذي كان مثيرا)، تصور العمل الحسي «تريستان وأيزولده». لذا حدث عام 1857 – بينما كان هو ومينا يعيشان في ضيعة ويزندينك، اعترف صراحة بعلاقته مع ماتيلد، حيث صارت مينا هستيرية وأذعن أوتو – وضع فاجنر «حلقة النيبلونج» جانبا وبدأ في كتابة تريستان. خطط لها اصلا كنمرة قصيرة للحصول على بعض النقود، صارت إنتاجا ضخما لخيال أوركسترالي كبير وجرأة موسيقية. (المحاولة الأولى لإنتاج تريستان تخلى عنها بعد البروفة ال57). في إحدى الامسيات الخالدة اجتمع الأطراف المعنية لسماع فاجنر وهو يقرأ الليبريتو الكامل، كان في الحضور أيضا هانز فون بولوف وكوزيما فون بولوف. بالتالي كما يصف فيكتور بورج بلطف، «يقرأ الليبريتو بصوت عالي لزوجته وعشيقته، وزوج عشيقته، وعشيقته المستقبلية، وزوج عشيقته المستقبلي. كلهم قالوا أنهم أعجبوا به».
أنهى فاجنر كتابة تريستان في البندقية ولوسيرن عام 1859. ثم ذهب لباريس – حيث هجرته مينا للأبد – وقضى ما يزيد على عامين يحاول عرض تانهاوزر على خشبة المسرح لأوبرا باريس. حيث أضاف باليه فيناسبرج للبداية لإرضاء الأذواق الفرنسية، تم عرض الأوبرا في مارس عام 1861. باريس تسببت في شعوره بالإحباط مرة أخرى، سافر فاجنر إلى ألمانيا. بعد 12 من المنفى، حصل على العفو.
السنوات التالية شهدت قيامه ببعض الأعمال التي تشمل قيادة الأوركسترا، والحياة ببذخ، وكتابة ليبريتو لعمله الكوميدي الوحيد «سادة الشعراء في نورمبرج». مثل تريستان، يستخدم «سادة الشعراء» أسلوب الدراما الموسيقية الذي طوره لحلقة النيبلونج. وما زالت كل أوبرا لها صوت خاص بها، سادة الشعراء نسبيا خفيفة ومبهجة، وتريستان كثيفة وكروماتية. سادة الشعراء أيضا سخرت من نقاد فاجنر، خاصة إدوارد هانسليك، القائد المحافظ لقسم تعاطف مع برامز: في الأوبرا أطلق عليه اسم هانز ليك.
أثناء هذا، انتهت العلاقة مع ماتيلد ويزندونك، ووجد فاجنر العزاء في علاقات محمومة بدرجة أقل. لكن الأمور كانت في حالة كارثية عامة وما زالت أوبرا حلقة النيبلونج دون أن تعرض. في عام 1864، كان فاجنر ما زال يقيم في فيينا، فاضطر للهروب من دائنيه. في تلك المرحلة، كان عمره 51 سنة ووجد طريق النجاة.

### 1864 - 1872

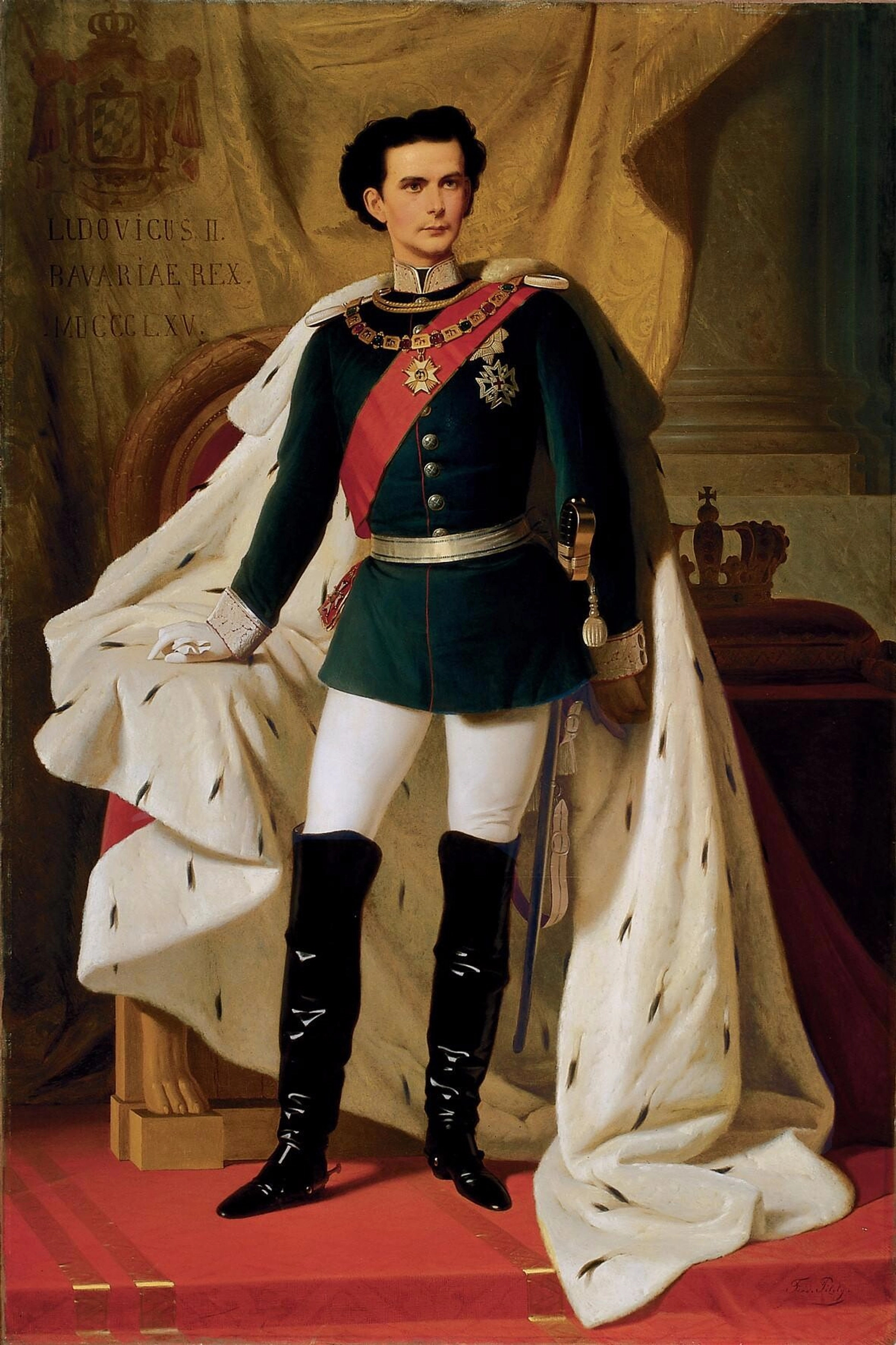
بورتريه للودفيك الثاني ملك بافاريا حين التقى فاجنر أول مرة، رسمها فيرديناند فون بيلوتي، 1865

من أنقذه في هذه اللحظة كان ملك بافريا لودفيج الثاني الذي كان عمره 19 سنة، الذي كان يشيد قلاع لا فائدة منها وكان في طريقه للإصابة بالجنون. كان لودفيج مهووسا بفاجنر وأعماله الأوبرالية. (في هذا الوقت كانت أوبرا تانهاوزر ولوهنجرين محبوبين في ألمانيا). استدعى الملك فاجنر لميونيخ، سدد ديونه، ووجد محل إقامة في القصر وقدم له كل ما يريد. لعب فاجنر دور الصياد الذي وجد جائزة في شبكة الصيد، قدم للملك سلسلة رسائل وبرقيات وقصائد، في الحال عرضت أوبرا تريستان أول مرة سنة 1865 في ميونيخ.

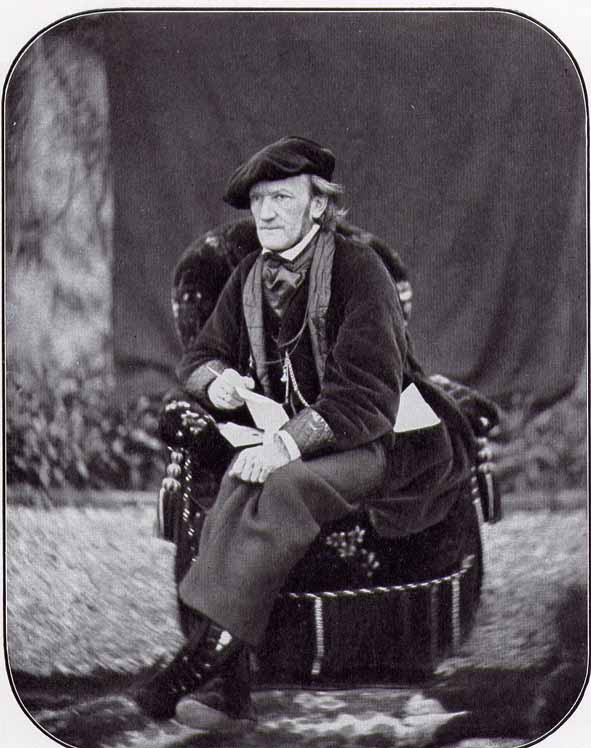
ريتشارد فاغنر عام 1868

في هذا الوقت حصل فاجنر على عشيقة جديدة. كان هذا أمرا مثيرا للدهشة، لأنه كان رجل قصير القامة رأسه ضخم غير وسيم ويعاني من عدة أمراض مزمنة. كان نضجه العاطفي متأخر كطفل مدلل، يهتاج إذا لم يحصل على ما يريد. موضوع الحديث الوحيد لديه كان عن نفسه وأفكاره واحتياجاته. كان يعامل المحسنين إليه بادعاء زائف وموظفيه بازدراء. لكن جاذبيته الشخصية وتصميم كان لا يقاوم. مع قسوته التي لا تصدق، مرة أخرى تزوج من زوجة أحد معجبيه - كوزيما فون بولوف وقتها، الذي كان زوجها هانز فون بولوف أحد قادة الأوركسترا الرواد في العصر ومناصر محموم فاجنر. أيضا تصادف أن كوزيما كانت ابنة فرانز ليست، ورغم عدم تشدد ليست دينيا، ضايقته العلاقة بما يكفي ليقاطع فاجنر لسنوات. مع ذلك كان سحر فاجنر قوي لدرجة أن بولوف وليست لم يتخاذلا في جهودها لدعمه. أوضح فون بولوف «لو كان هذا أي شخص آخر عدا فاجنر، لكنت أطلقت عليه الرصاص». أنجب فاجنر وكوزيما ثلاثة أطفال أولهما عام 1865 فتاة أطلق عليها اسم أيزولده. هانز فون بولوف ادعى بدافع شعور بالواجب أن الطفلة ابنته.
أعداء فاجنر استخدموا هذا الموقف الشائن كعبء يطارده خارج ميونيخ عام 1865. استقر فاجنر وكوزيما في تريبشين بسويسرا، قرب بحيرة لوسيرن. عام 1870، بعد طلاقه، تزوجا. بعد سنوات من الأزمات بلا توقف والمنفى والمشاكل المالية والصراعات الموسيقية والسياسية المريرة، ذهل فاجنر لإيجاد قدر من السلام والرضا، الأول في حياته، مع كوزيما المحبة. أيضا دعم شعوره بالرضا عدد متزايد من الأتباع والإمداد المستمر من الملك لودفيج. بين الأتباع الجدد كان الفيلسوف الألماني الشاب فريدريش نيتشه، بعد أعوام من الإعجاب الشديد أصبح نيتشه خصم حيث أصبحت معارضته لفاجنر جزء من كتاباته الفلسفية.

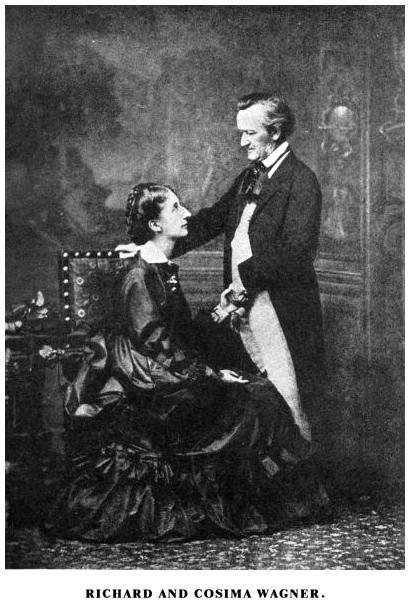
ريتشارد وكوزيما فاجنر، صورة فتوغرافية عام 1872.

في التفكير المتفائل أكمل فاجنر كتابة سادة الشعراء وعام 1869 اكمل تأليف حلقة النيبلونج حيث سافر قبل ذلك بعدة سنوات، في منتصف كتابة زيجفريد. مثل المعتاد عمل يوم بعد يوم وهو يرتدي الحرير والساتان أثناء التأليف. كان ذوقه في الثياب يتعلق بالبذخ ومعاناته من حساسية بالجلد. عام 1874، بعد 25 سنة تقريبا من تصوره المبدئي، انتهى المشروع غير المسبوق: أكمل حلقة النيبلونج.

### 1872 – الوفاة

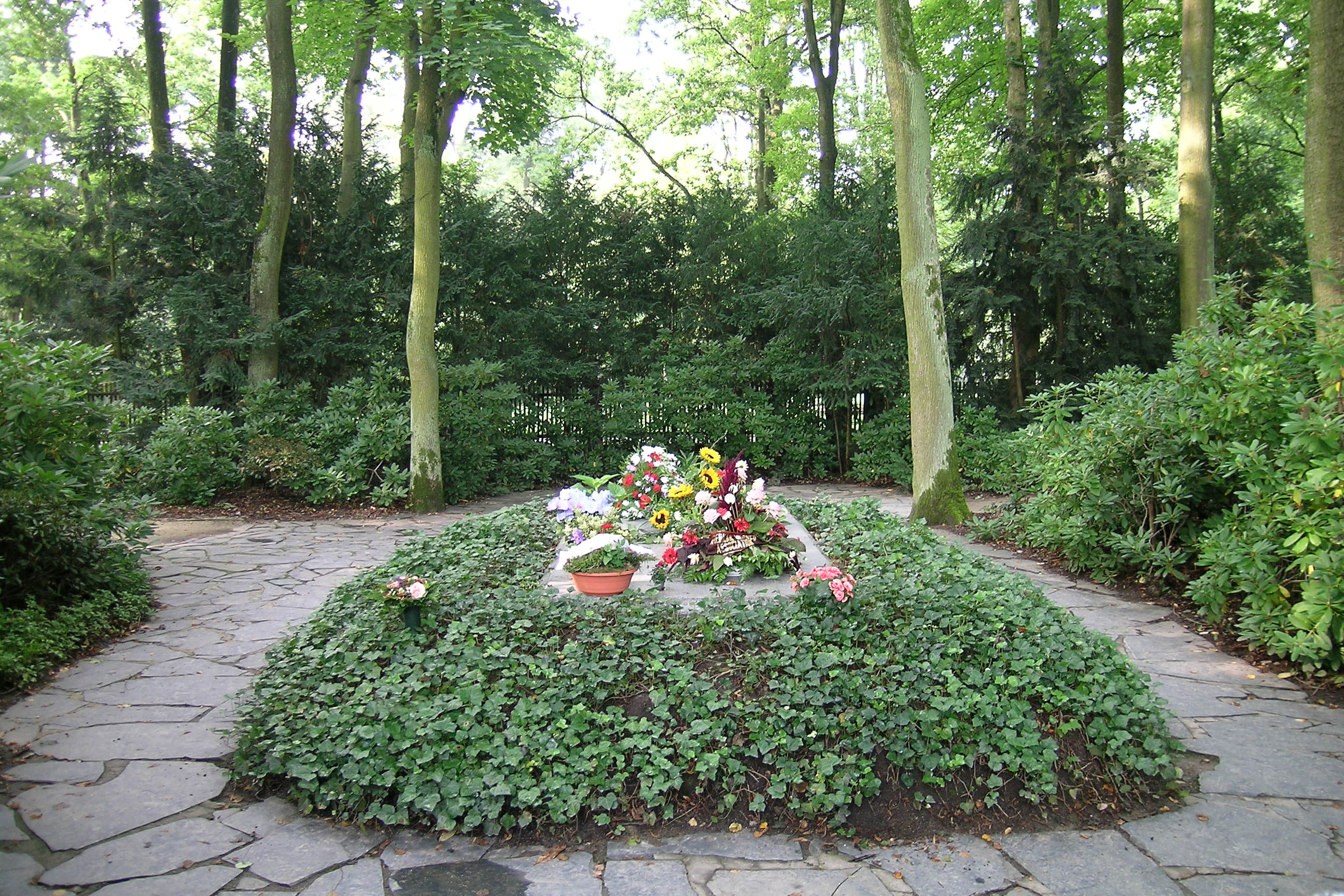
قبر فاجنر في حديقة فانفريد؛ عام 1977 تم وضع رفات كوزيما إلى جانب جثمان فاجنر

حين أكمل العمل عرف أين سيعرضه، في الصورة التي تخيلها من البداية: مهرجان شبه ديني للحجاج من حول العالم. عام 1872 بلدة بايرويت الصغيرة تبرعت لفاجنر بمكان لبناء مسرح. بعد عامين انتقل فاجنر وكوزيما إلى فيلا فاهنفريد قرب الموقع مع المال الذي جمعه من الاشتراكات الخاصة، من جمعيات مناصرة فاجنر التي ظهرت في كل أنحاء العالم، من العروض التي قادها فاجنر، والمساهمات من الملك لودفيج، مسرحه اكتمل عام 1876، أطلق عليه «دار- الاحتفال». في أغسطس من ذلك العام العروض الكاملة الأولى لحلقة النيبلونج عرضت في أول مهرجان بايرويت. وما زالت أعماله الأوبرالية تعرض هناك كل صيف، وأشرف خلفاؤه على إنتاج هذه الأعمال.
لم تنتهي مشاكل فاجنر حين شهد عمله العظيم الضوء أخيرا. رغم أن العروض الأولى استقبلها مشاهدون متحمسون وصحفيون من كل أنحاء العالم، كانت هناك هجمات مريرة في الصحافة – في مشواره الفني على الأرجح تعرض فاجنر لنقد أكثر من أي مؤلف آخر – مما أدى إلى تراكم الديون الهائلة عليه ووقف المهرجان وقلة حضور الجماهير. وفي تلك الأثناء، صراعاته وسنّه المتقدم أثّرا على صحته. قبل عام 1880 كان يؤلف بارسيفال رغم تعرضه لسلة من الأزمات القلبية وإصابته بالطفح الجلدي. مع شعوره بالرضا القديم أشرف على العرض الأول لبارسيفال في مهرجان بايرويت عام 1882. في سبتمبر من ذلك العام ذهب إلى البندقية بحثا عن العلاج. في 11 فبراير 1883، بدأ مقال أطلق عليه «عن الأنوثة في الطبيعة البشرية». في منتصف الصفحة الثانية، بعد كتابة كلمات «الحب-مأساة»، أصيب بأزمة قلبية مميتة. جلست كوزيما وحيدة إلى جانب جثمانه حتى اليوم التالي دُفن في حديقة فيلا فاهنفريد في بايرويت.

## أعماله الأوبرالية
من أعماله الأوبرالية:
- المركِب الشبح (1841 م).
- تانهُويْزِر (1845 م).
- لوهينغرين (1850 م).
- حلقة نيوبلونغ أو الرباعية الأوبرالية (1852-1876 م).
- تريستان وإيزولده (1865 م).
- الأساتذة الموسيقيون لنورمبرغ (1868 م).
- بارسيفال (1876-1882 م).

كان الموسيقار ريتشارد فاجنر أحد الموسيقيين المفضلين لدى هتلر، وهناك حظر غير مكتوب على عزف مؤلفاته الموسيقية في إسرائيل

## روابط خارجية
- ريخارد فاغنر على موقع IMDb (الإنجليزية)
- ريخارد فاغنر على موقع الموسوعة البريطانية (الإنجليزية)
- ريخارد فاغنر على موقع ألو سيني (الفرنسية)
- ريخارد فاغنر على موقع ميوزك برينز (الإنجليزية)
- ريخارد فاغنر على موقع أول موفي (الإنجليزية)
- ريخارد فاغنر على موقع قاعدة بيانات برودواي على الإنترنت (الإنجليزية)
- ريخارد فاغنر على موقع قاعدة بيانات برودواي على الإنترنت (الإنجليزية)
- ريخارد فاغنر على موقع قاعدة بيانات الأفلام السويدية (السويدية)
- ريخارد فاغنر على موقع إن إن دي بي (الإنجليزية)
- ريخارد فاغنر على موقع أول ميوزيك (الإنجليزية)